# Josef Kemr
Josef Kemr (n. 20 iunie 1922, Praga, Cehoslovacia – d. 15 ianuarie 1995, Praga, Cehia) a fost un actor ceh. A jucat în filme ca Vacanță cu Andel (regizat de Bořivoj Zeman), Împăratul brutarului (regizat de Martin Frič) sau Vânătoarea de vrăjitoare (regizat de Otakar Vávra).

## Biografie
În 1942 a absolvit o școală de afaceri din Praga. A jucat pentru prima dată la vârsta de 11 ani ca figurant în spectacolul Polská krev (Polenblut) la Teatrul din Vinohrady. Acolo a fost remarcat de directorul de radio Přemysl Pražský, care a început să-l distribuie în piese radiofonice. A lucrat ca actor profesionist de la vârsta de 18 ani, în compania de teatru A. Budínská-Červíčková, unde a jucat până în 1945. În anii 1945–1947 a fost angajat la Kladno, iar în sezonul 1947/1948 în teatrul Akropolis (mai târziu Teatrul orașului Žižkov). Între anii 1948–1950 a continuat la Teatrul S. K. Neumann și în perioada 1950–1965 la Teatrul Municipal din Praga (Městská divadla pražská). Din 1965 a fost membru al echipei de teatru de la Teatrul Național din Praga (Národní divadlo).
În timpul vieții a interpretat sute de roluri în total: în teatru (76), radio, film (150) și televiziune (170). În 1993, a câștigat premiul Thalia (Cena Thálie) pentru întreaga viață. Pentru rolul din filmul Pevnost (1994), a fost nominalizat la Leul Ceh pentru cel mai bun actor într-un rol secundar. Rudolf Hrušínský a fost marele său prieten și tovarăș pentru o lungă perioadă de timp, dar această prietenie s-a terminat temporar la începutul anilor 1990. Hrušínský a bătut-o pe iubita lui Kemr pe fund, fapt pentru care Kemr l-a plesnit. S-au iertat reciproc înainte de moartea lui Kemr, după cum a povestit iubita lui Kemr într-o emisiune despre actor.

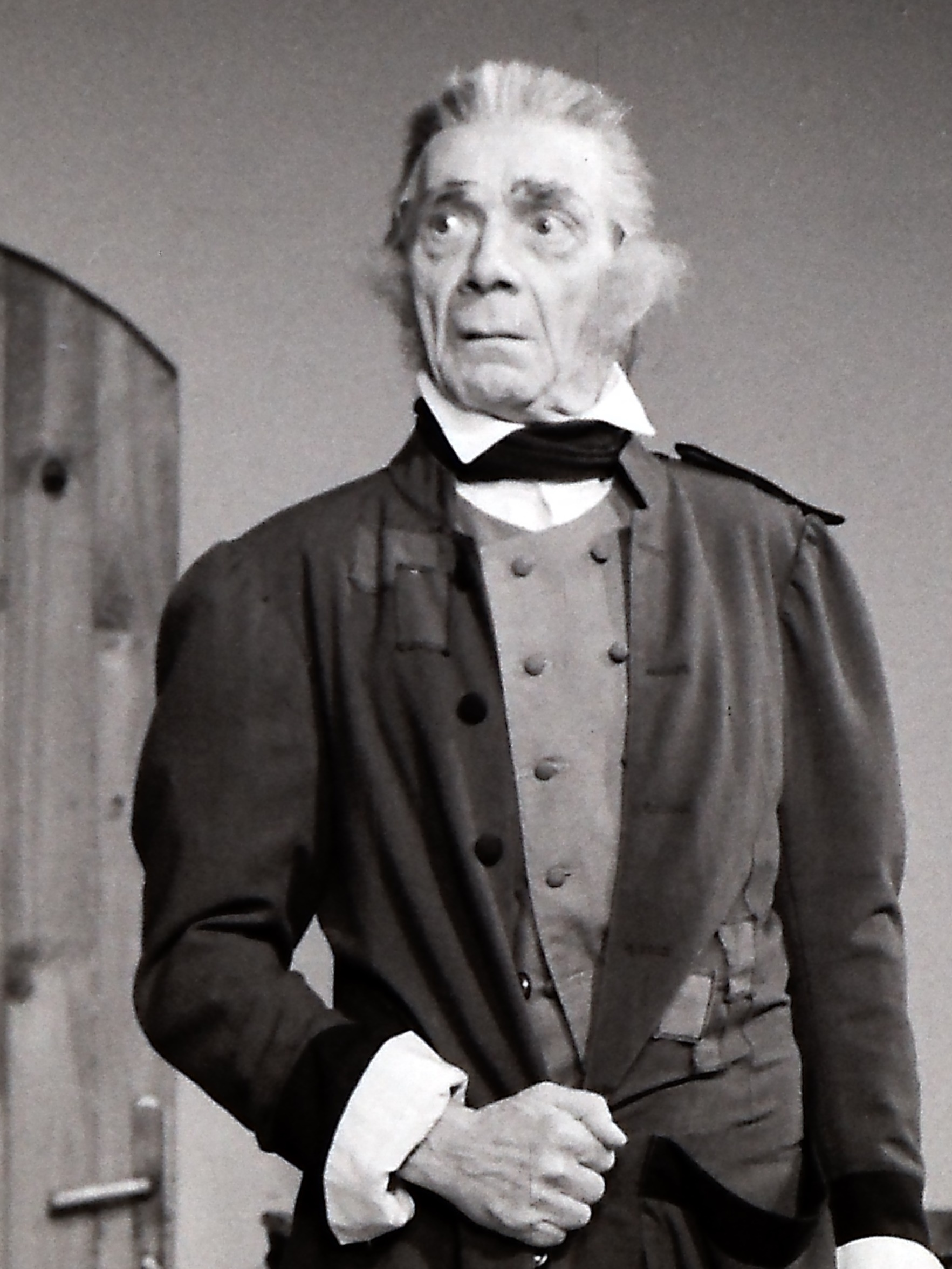
Josef Kemr în 1989

Ar fi trebuit să i se acorde titlul de Artist emerit (Zasloužilý umělec), dar a trimis o scrisoare Comitetului Central al Partidului Comunist din Cehoslovacia (Ústřední výbor Komunistické strany Československa) în care a scris: „Am venit pe lume gol și vreau să părăsesc această lume gol. Nu sunt obișnuit cu modul bizantine de a săruta și de a mulțumi mâna care bate.”.
În 1989 a semnat petiția Několik vět, la 12 noiembrie a participat la canonizarea prințesei Agnes de Boemia, iar la 25 noiembrie în același an a vorbit la manifestarea Forumului Civic (Občanské fórum) de pe câmpia Letenská.
A fost soțul actriței Eva Fustková.

A decedat la 15 ianuarie 1995 de cancer, la vârsta de 72 de ani. Este înmormântat în cimitirul Šárka de lângă Biserica „Sf. Matei” din Praga-Dejvice.

## Filmografie
- 1937 Lízin let do nebe, rol : Jula Plichta
- 1938 Škola základ života : tercián Vávra
- 1938 Klapzubova jedenáctka : Kid Kicking Soccer Ball
- 1938 Jarka a Věra : Boy
- 1938 Druhé mládí
- 1938 Malí velcí podvodníci
- 1939 Tulák Macoun : Child
- 1939 Cesta do hlubin studákovy duse
- 1939 Lízino štěstí : Jula
- 1939 Bílá jachta ve Splitu
- 1939 Studujeme za školou  : Václav Pelísek

- 1940 To byl český muzikant
- 1940 Prosím, pane profesore  : Mysák, student
- 1940 Poznej svého muže  : Pikolík
- 1940 Pro kamaráda  : Císník v baru
- 1941 Rukavička
- 1941 Provdám svou ženu  : Poslícek z kvetinárství
- 1941 Pantáta Bezoušek  : Pepík
- 1941 Střevíčky slečny Pavlíny
- 1942 Městečko na dlani
- 1942 Valentin Dobrotivý
- 1943 Bláhový sen
- 1943 Barbora Hlavsová : Student (nemenționat)
- 1944 Jarní píseň  : Sklar (nemenționat)
- 1944 Paklíč  : Chlapec na kole (nemenționat)
- 1945 Rozina sebranec  : Sklár
- 1946 Třináctý revír
- 1946 Pancho se žení
- 1947 Alena : Young Man in Street
- 1947 Portáši
- 1947 Don't You Know of an Unoccupied Flat?  - Bytový optimista
- 1947 Nikdo nic neví  - Controller
- 1947 Tři kamarádi  - Delník na silnici
- 1948 O ševci Matoušovi
- 1948 Păsări de pradă (Dravci), regia Jiří Weiss
- 1948 Muzikant
- 1948 Návrat domů
- 1948 Poesie pouti (sm)
- 1949 Divá Bára  : Josífek
- 1949 Zelená knížka  : Thief with a suitcase
- 1949 Soudný den
- 1949 Rodinné trampoty oficiála Tříšky

- 1950 Dva ohně : Karel
- 1951 V trestném území  : mechanik Jaroslav Horák
- 1951 Veselý souboj  : Emilek Veselka, laborant
- 1951 Slepice a kostelník  : Smisek
- 1951 Štika v rybníce  : Chaloupka
- 1952 Brutarul împăratului și Împăratul brutarului (Císaruv pekar - Pekaruv císar), regia Martin Frič : alchimistul
- 1952 Haškovy povídky ze starého mocnářství : profesorul
- 1952 Vacanță cu Andel (Dovolená s Andělem), regia Bořivoj Zeman : Bohous Vyhlídka
- 1953 Anna proletářka : Unhappy Man
- 1953 Divotvorný klobouk  : Painter Antonín Strnad
- 1953 Tajemství krve  : Aggressive Psychiatric Patient
- 1953 Přicházejí z tmy  : Tomek
- 1954 Circul Slavia (Cirkus bude), regia Oldrich Lipský : îmblânzitorul Jarda Hájek
- 1954 Frona  : Havranek
- 1954 Nejlepší člověk  : Cukner
- 1955 Jan Hus  : Jesek
- 1955 Hudba z Marsu  : Veselý, hrác na cinely
- 1955 Anděl na horách  : Bohous Vyhlídka
- 1956 Jan Žižka : Jesek, student
- 1955 Oplatky
- 1956 Vzorný kinematograf Haška Jaroslava
- 1956 Větrná hora  : paleontolog Frantisek Jezek
- 1956 Vina Vladimíra Olmera  : Koutný - Mirek's brother
- 1956 Zaostřit, prosím!  : Prehrsle
- 1957 Bravul soldat Svejk (Dobrý voják Švejk), regia Karel Steklý : soldatul senior de escortă
- 1957 Tam na konečné  : Mr. Brzobohatý
- 1957 Schůzka o půl čtvrté (sm) : Frantisek
- 1957 Poučení (sm) : Husband
- 1957 Konec jasnovidce (sm) : Karel Vanícek
- 1958 Páté kolo u vozu  : Petránek, secretarul
- 1958 Kasaři  : pokladník Krumpera
- 1959 O věcech nadpřirozených  : Psychiatrist #2 (segment "A Halo")
- 1959 Občan Brych
- 1959 Útěk ze stínu  : Kadavý, kupec auta
- 1959 Hry a sny
- 1959 Slečna od vody  : Officer Dvorák
- 1959 Jak se Franta naučil bát (scurtmetraj) : Ghost Bonifác

- 1960 Zpívající pudřenka  : Lojza
- 1960 Probuzení
- 1960 U nás v Mechově  : Cabinet-maker Gustav Veverka
- 1960 Zkouška pokračuje  : herec Karel Cízek
- 1960 Zlé pondělí  : Man in Coat
- 1960 Zlepšovák (sm)
- 1961 Černá sobota
- 1961 Valčík pro milión  : Taxikár
- 1961 Procesí k Panence  : Josef Houzvickuv syn
- 1961 Hledá se táta  : kuchar Houdek, zadatel o adopci
- 1961 Tri razy svitá ráno  : 2. Fako, Duro Mrvenica
- 1961 Pohádka o staré tramvaji  : Básník
- 1963 Velká cesta  : Tajný
- 1963 Král Králů  : Psenicka
- 1963 Tři chlapi v chalupě : Redaktor
- 1963 Lucie : predseda závodního výboru Josef Pastor
- 1963 Dábelská jízda na kolobezce  : Teacher
- 1964 Mezi námi zloději : Paroubek; chairman of JZD
- 1964 Starci na chmelu : Chairman of JZD
- 1964 Drahý zesnulý (scurtmetraj TV)
- 1964 Příběh dušičkový (film TV) : Chramostejl
- 1964 Pět hříšníků  : official Bláha
- 1965 Prípad Barnabáš Kos  : Barnabas Kos
- 1965 Lov na mamuta  : Professor
- 1967 Poklad byzantského kupce  : Houska, Kamila's father
- 1967 Marketa Lazarová, regia František Vláčil : Kozlík
- 1967 Lucerna (film TV) : Michal, Water Sprite
- 1967 Noc nevěsty  - Pastor
- 1968 Jak se zbavit Helenky  - Professor Slavik
- 1968 Zločin a trik II. (film TV)
- 1968 Šíleně smutná princezna  - Iks
- 1968 Muž, který stoupl v ceně  - Vrchní úcetní v nicírne
- 1968 Apele primăverii (Jarní vody), regia Václav Krška
- 1968 Spravedlnost pro Selvina (film TV) - Notary
- 1968 Maratón : bărbat cu ochelari
- 1968 Bouřka (miniserial TV)
- 1968 Čest a sláva : Captain
- 1969 Šest černých dívek aneb Proč zmizel Zajíc : Kustod
- 1969 Hříšní lidé města pražského (serial TV) : Ahmer Kanelitopulos

- 1970 Vânătoarea de vrăjitoare (Kladivo na čarodějnice), regia Otakar Vávra : Ignác
- 1970 L-am ucis pe Einstein, domnilor (Zabil jsem Einsteina, pánové), regia Oldřich Lipský : Profesor Hughes
- 1970 Odvážná slečna  : JUDr. Frantisek Kroupa
- 1970 Esop, regia Ranghel Vălceanov : filozoful Xantos
- 1970 Žižkův meč (film TV)
- 1970 Tvář pod maskou  : Pepek
- 1970 Pinocchiova dobrodružství II. (film TV)
- 1971 Čtyři vraždy stačí, drahoušku!  : Zubaty
- 1971 Babička (film TV) : Dohazovac
- 1971 Touha Sherlocka Holmese  : Timpanist
- 1971 Kam slunce nechodí (film TV) : Dr. Bryza
- 1971 F. L. Věk (serial TV) : Jindrich
- 1971 Chléb a písně
- 1972 Slaměný klobouk : Servant Felix
- 1972 Smrt černého krále : Franc Florián
- 1972 The Stolen Battle : Karl von Lothringen
- 1972 Tie malé výlety
- 1973 Traumstadt : Castringius
- 1975 Chalupáři (serial TV) : Bohous Císar
- 1976 Prodaná nevěsta () : Indian
- 1976 Na samotě u lesa  : deda Komárek
- 1976 Marečku, podejte mi pero! : Plha
- 1977 Parta hic : Hnízdo
- 1977 Honza málem králem : Drummer
- 1977 Náš dědek Josef : Francek, syn Oujezdského
- 1977 Talíře nad Velkým Malíkovem : LU-PU
- 1978 Hop - a je tu lidoop : Genie
- 1978 Proč nevěřit na zázraky : Dedecek Mráz
- 1978 Tajemství proutěného košíku (serial TV) : Deda Karas
- 1978 Od zítřka nečaruji : (imagini de arhivă)
- 1979 Deváté srdce : Toncka's Father
- 1979 Acei oameni minunați cu aparatul de filmat (Báječní muži s klikou), regia Jiří Menzel - Benjamín Furore, Aloisiin otec
- 1979 Já jsem Stěna smrti : Jarda Piskácek
- 1979 Na pytlácké stezce : Pernikar
- 1979 Božská Ema : Dirigent vesnické kapely

- 1980 AEIOU : Secret policeman
- 1980 Paragraf 224 : ing. Placek
- 1981 Blázni, vodníci a podvodníci : Jirousek
- 1981 Za trnkovým keřem : Zmiják Pernikár
- 1981 Opera ve vinici : Fanos Hrebacka-Mikulecký
- 1982 Plaché příběhy : Hlídac Kníze (segmentul "Modrá chryzantéma")
- 1982 Dobrá voda (serial TV) - Hanousek
- 1983 Za humny je drak : Grandfather Patocka
- 1984 Vinobraní : Grandfather dobes
- 1985 Pasáček z doliny : Deda
- 1985 Všichni musí být v pyžamu : otec Rehor Marsícek
- 1985 S čerty nejsou žerty : Count
- 1986 Osudy dobrého vojáka Svejka : Flanderka (voce)
- 1987 Smích se lepí na paty
- 1987 MÁG

- 1991 The Last Butterfly : Stadler
- 1991  Rama dama : Dr. Bisenius
- 1991 Stavení : Old man
- 1991 Wolfgang A. Mozart
- 1991 Zpověď Dona Juana
- 1993 Krvavý román : Policejní Komisár
- 1994 V erbu lvice : Mad monk
- 1994 Pevnost : Petrasek
- 1994 Golet v údolí : Lejb Fajnermann
- 1995 Mutters Courage
- 1996 Malostranské humoresky : Dissident writer Kadlus (ultimul rol de film)